# Озерки (Кілемарський район)
Озерки́ (рос. Озерки, марій. Озёрка) — присілок у складі Кілемарського району Марій Ел, Росія. Входить до складу Ардинського сільського поселення.

## Населення
Населення — 104 особи (2010; 106 у 2002).
Національний склад (станом на 2002 рік):
- марі — 97 %